# Erfinderberater
Ein Erfinderberater bietet Beratung für Anmelder und Inhaber von Schutzrechten wie Patenten, Gebrauchsmustern u. ä. sowie für Gründer mit schützbaren Produkt- und Geschäftsideen. Die Aufgaben eines Erfinderberaters reichen von der Information des Erfinders bei bzw. vor der Schutzrecht-Anmeldung über die Patentrecherche bis zur Ausarbeitung von Schutzrechtsanmeldungen und der Verwertung der Erfindung.
Bei universitären Erfinderberatern oder Beratern von Handelskammern oder Erfindervereinen ist oft die Patentanmeldung Gegenstand der Beratung. Bei kommerziellen Beratern liegt der Schwerpunkt oft auf der Vermarktung einer Erfindung, da sie über den Weg einer Beteiligung auf Erfolgsbasis die Erfinderberatung refinanzieren.

## Begriff
Für Erfinderberater bestehen unterschiedliche Bezeichnungen, wie etwa Patentverwerter, Patentvermarkter, Erfindungsverwerter oder Patent Marketer  vom englischen „Patent Marketing“.
Geschützte Berufsbezeichnung ist in Deutschland nur der Patentanwalt, nicht aber der Patentmanager. Der Titel Patentingenieur ist zwar per se auch keine geschützte Bezeichnung, darf aber zumindest nur von Ingenieuren geführt werden.

## Qualifikation
Generell erfordert die Berufsbezeichnung Erfinderberater keinen Nachweis besonderer fachlicher Qualifikationen. Dieses  Berufsfeld ist in Deutschland nicht geschützt.
Eine Besonderheit bildet die Zusatzqualifikation eines Ingenieurs zum Patentingenieur oder anderer Berufsgruppen zum Patentreferent, die an einigen Universitäten erworben werden kann.
In Ländern wie Österreich fällt ein Erfinderberater meist unter die GewO § 29 und muss die Voraussetzungen eines Unternehmensberaters erfüllen.

## Elemente und Ziele einer Erfinderberatung
Ein Erfinderberater deckt die Fragen eines Ersterfinders ab. Ziel der Beratung ist, dem Erfinder die Abschätzung seiner Erfindung zu ermöglichen, um zu entscheiden, ob überhaupt und wenn ja, welcher Verwertungsweg eingeschlagen werden kann.
Privatwirtschaftliche Unternehmen, welche Erfinderberatung anbieten, haben oft zum Ziel, an einem erfolgreichen Produkt beteiligt zu sein. Diese Beteiligung vermindert die Kosten für den Erfinder und motiviert den Berater. In diesem Fall spricht man eher von Patentmarketing, einer Sparte der Erfinderberatung.

## Ehrenamtliche Beratung
Ehrenamtliche Beratung wird von verschiedenen Organisationen und Unternehmen angeboten wie Hochschulen, Industrie- und Handelskammern und Privatpersonen. Inhalt der zeitlich begrenzten und kostenlosen Beratung sind meist nur die Frage, ob eine patentierbare Erfindung vorliegt sowie die formalen Anforderungen und die Kosten einer Patentanmeldung.

## Vereinigte Staaten und Großbritannien
In den USA und Großbritannien, wo die Anzahl der Erfinderberater und Patentmarketer weit höher ist als in Kontinentaleuropa, legen die nationalen Patentämter Listen auf, woran man seriöse Berater erkennen kann.
Eine freie Übersetzung einer britischen Checkliste:
- Zuerst selbst in kostenlosen Datenbanken suchen, ob die Idee schon existiert
- Wird eine kostenlose Erstberatung angeboten?
- Keine Details der Erfindung ohne Geheimhaltungsvertrag weitergeben
- Versuchen, so früh wie möglich die Kosten der einzelnen Schritte bis zum Lizenzvertrag oder Patentverkauf herauszufinden
- Fragen nach Referenzen
- Fragen, wie lange das Unternehmen schon in diesem Bereich tätig ist
- Achtung vor dem Versprechen, die ganz große Idee gehabt zu haben (3 von 100 Erfindungen gelingt der Markteintritt)
- Beweise für Kontakte zu Produzenten oder Lizenznehmern verlangen.